# Bergkatoenstaartkonijn
Het bergkatoenstaartkonijn (Sylvilagus nuttallii)  is een zoogdier uit de familie van de hazen en konijnen (Leporidae). De wetenschappelijke naam van de soort werd voor het eerst geldig gepubliceerd door Bachman in 1837.